# Tabebuia
Tabebuia Gomes ex DC., 1838 è un genere di piante neo-tropicali appartenente alla tribù delle Tecomeae, famiglia Bignoniaceae.

## Distribuzione e habitat
Le specie provengono dal Messico settentrionale e meridionale, dal sud della Florida, dal nord dell'Argentina, dall'isola di Hispaniola (Repubblica Dominicana, Haiti) e da Cuba.

## Alcune specie
- Tabebuia alba
- Tabebuia anafensis
- Tabebuia arimaoensis
- Tabebuia aurea
- Tabebuia bilbergii
- Tabebuia bibracteolata
- Tabebuia cassinoides
- Tabebuia chrysantha
- Tabebuia chrysotricha
- Tabebuia donnell-smithii
- Tabebuia dubia
- Tabebuia ecuadorensis
- Tabebuia elongata
- Tabebuia furfuracea
- Tabebuia geminiflora
- Tabebuia guayacan
- Tabebuia haemantha
- Tabebuia heptaphylla
- Tabebuia heterophylla
- Tabebuia heteropoda
- Tabebuia hypoleuca
- Tabebuia impetiginosa
- Tabebuia incana
- Tabebuia jackiana
- Tabebuia lapacho
- Tabebuia orinocensis
- Tabebuia ochracea
- Tabebuia oligolepis
- Tabebuia pallida
- Tabebuia platyantha
- Tabebuia polymorpha
- Tabebuia rosea
- Tabebuia roseo-alba
- Tabebuia serratifolia
- Tabebuia shaferi
- Tabebuia striata
- Tabebuia subtilis
- Tabebuia umbellata
- Tabebuia vellosoi